# 布夫龙
布夫龙（法語：Bouvron，法語發音：[buvʁɔ̃] ⓘ）是法国大西洋卢瓦尔省的一个市镇，位于该省中部偏西北，属于沙托布里扬-昂斯尼区。

## 地理
布夫龙（47°25'4"N, 1°50'52"W）面积47.63 平方千米，位于法国卢瓦尔河地区大区大西洋卢瓦尔省，该省份为法国西北部沿海省份，位于布列塔尼半岛东南部，北起伊勒-维莱讷省，西北接莫尔比昂省，西临大西洋，南至旺代省，东临曼恩-卢瓦尔省。
与布夫龙接壤的市镇（或旧市镇、城区）包括：布兰、康邦、布列塔尼地区费、冈鲁埃特、基伊、萨沃奈。

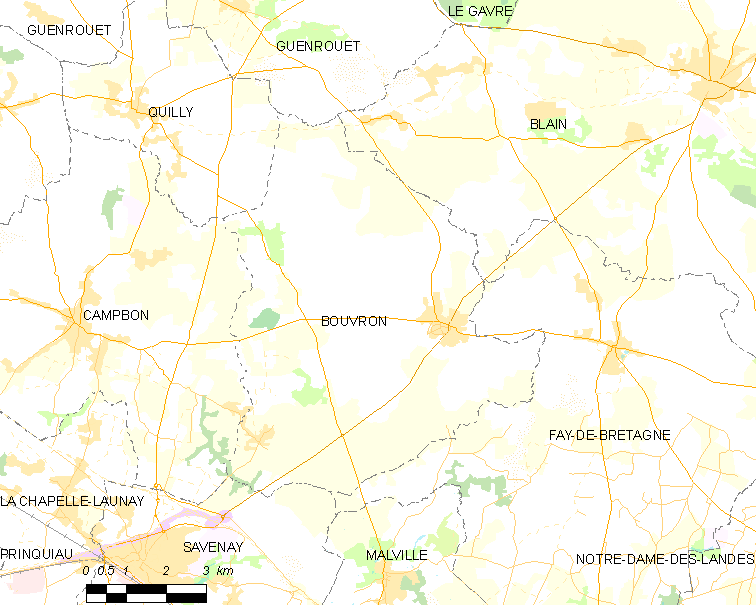
布夫龙的OSM定位图

布夫龙的时区为UTC+01:00、UTC+02:00（夏令时）。

## 行政
布夫龙的邮政编码为44130，INSEE市镇编码为44023。

## 政治
布夫龙所属的省级选区为布兰县。

## 人口

1962-2008年间布夫龙人口变化图示

布夫龙于2022年1月1日时的人口数量为3067人。